# Jean-Baptiste Minne-Barth

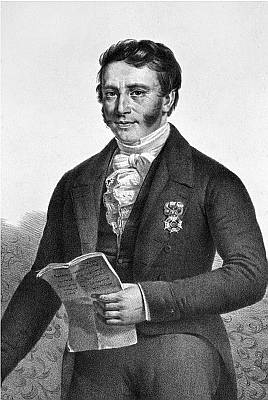
Jean-Baptiste Minne Barth

Jean-Baptiste Minne-Barth (Gent, 2 september 1796 – aldaar, 17 februari 1851) was advocaat en Belgisch orangistisch politicus in de 19e eeuw.
Jean-Baptiste Minne-Barth was gemeenteraadslid (1830-1841) en burgemeester van Gent (1837-1840) in een periode van politiek vacuüm. Hij werd rector van de rijksuniversiteit van Gent in 1846.